# Last Dance Tour
Last Dance Tour foi a sexta turnê japonesa e a décima primeira turnê geral do grupo sul-coreano Big Bang. Ela iniciou-se em 18 de novembro de 2017 em Fukuoka, Japão e foi concluída em 31 de dezembro de 2017 em Seul, na Coreia do Sul. Realizada com quatro membros devido T.O.P estar cumprindo seu serviço militar obrigatório, a turnê quebrou o próprio recorde do Big Bang, tornando o grupo o único artista estrangeiro, a executar uma turnê pelas arenas de cúpula do Japão por cinco anos consecutivos.

## Antecedentes e recepção comercial
Em 8 de agosto de 2017, a YG Entertainment anunciou que o Big Bang realizaria sua última turnê no Japão antes de sua pausa programada, devido ao alistamento militar obrigatório de seus membros. A turnê reuniu um público de 696 mil pessoas apenas em sua etapa japonesa, que contou com catorze concertos em quatro cidades. Como resultado, as turnês realizadas pelo grupo através das arenas de cúpula do país desde o ano de 2013, já atraíram um público de 4.205.500 milhões de espectadores, estabelecendo um recorde para artistas estrangeiros. Em 19 de outubro, dois concertos finais foram anunciados no Gocheok Sky Dome em Seul, Coreia do Sul. Seu concerto de 30 de dezembro no Gocheok Sky Dome bem como o realizado em 13 de dezembro no Tokyo Dome, foram transmitidos ao vivo em mais de cem cinemas no Japão.

## Repertório
1. "Hands Up"
2. "Sober"
3. "We Like 2 Party"
4. "Fxxk It"
5. "Loser"
6. "Bad Boy"
7. "Wake Me Up" (Taeyang)
8. "Darling" (Taeyang)
9. "Superstar" (G-Dragon)
10. "Untitled, 2014" (G-Dragon)
11. "D-Day" (Daesung)
12. "あ・ぜ・ちょ！ (Azechou; Oh Why!)" (Daesung)
13. "Come To My" (Seungri)
14. "I Know" (Seungri)
15. "Look at Me Gwisoon" (Daesung & Seungri)
16. "Good Boy" (GD X Taeyang)
17. "If You"
18. "Haru Haru"
19. "Fantastic Baby"
20. "Bang Bang Bang"

Bis
1. "My Heaven"
2. "Koe wo Kikasete"
3. "Feeling"
4. "Bae Bae"
5. "Last Dance"

1. "Hands Up"
2. "Sober"
3. "We Like 2 Party"
4. "Fxxk It"
5. "Loser"
6. "Bad Boy"
7. "Wake Me Up" (Taeyang)
8. "Darling" (Taeyang)
9. "Bullshit" (G-Dragon)
10. "Untitled, 2014" (G-Dragon)
11. "D-Day" (Daesung)
12. "あ・ぜ・ちょ！ (Azechou; Oh Why!)" (Daesung)
13. "Come To My" (Seungri)
14. "Strong Baby" (Seungri)
15. "Look at Me Gwisoon" (Daesung & Seungri)
16. "Good Boy" (GD X Taeyang)
17. "If You"
18. "Haru Haru"
19. "Fantastic Baby"
20. "Bang Bang Bang"

Bis
1. "Heaven"
2. "Lies"
3. "Feeling"
4. "Crooked"
5. "Bae Bae"
6. "Last Dance"

## Datas da turnê
| Data                   | Cidade  | País          | Local                 | Público |
| ---------------------- | ------- | ------------- | --------------------- | ------- |
| 18 de novembro de 2017 | Fukuoka | Japão         | Fukuoka Yahuoku! Dome | 100,000 |
| 19 de novembro de 2017 | Fukuoka | Japão         | Fukuoka Yahuoku! Dome | 100,000 |
| 23 de novembro de 2017 | Osaka   | Japão         | Kyocera Dome          | 153,000 |
| 24 de novembro de 2017 | Osaka   | Japão         | Kyocera Dome          | 153,000 |
| 25 de novembro de 2017 | Osaka   | Japão         | Kyocera Dome          | 153,000 |
| 2 de dezembro de 2017  | Nagoia  | Japão         | Nagoya Dome           | 81,500  |
| 3 de dezembro de 2017  | Nagoia  | Japão         | Nagoya Dome           | 81,500  |
| 6 de dezembro de 2017  | Tóquio  | Japão         | Tokyo Dome            | 165,000 |
| 7 de dezembro de 2017  | Tóquio  | Japão         | Tokyo Dome            | 165,000 |
| 13 de dezembro de 2017 | Tóquio  | Japão         | Tokyo Dome            | 165,000 |
| 21 de dezembro de 2017 | Osaka   | Japão         | Kyocera Dome          | 196,500 |
| 22 de dezembro de 2017 | Osaka   | Japão         | Kyocera Dome          | 196,500 |
| 23 de dezembro de 2017 | Osaka   | Japão         | Kyocera Dome          | 196,500 |
| 24 de dezembro de 2017 | Osaka   | Japão         | Kyocera Dome          | 196,500 |
| 30 de dezembro de 2017 | Seul    | Coreia do Sul | Gocheok Sky Dome      | 70,000  |
| 31 de dezembro de 2017 | Seul    | Coreia do Sul | Gocheok Sky Dome      | 70,000  |
| Total                  | Total   | Total         | Total                 | 766,000 |